# باشگاه فوتبال آرمینیا بیله‌فلد
باشگاه فوتبال آرمینیا بیله‌فلد (به آلمانی: Deutscher Sport-Club Arminia Bielefeld) یکی از باشگاه‌های فوتبال آلمان است. این باشگاه در سال ۱۹۰۵ تأسیس شده‌است و هم‌اکنون در لیگ دسته دوم فوتبال آلمان بوندس‌لیگا ۲ حضور دارد. علی دایی و  کریم باقری سابقه حضور در این تیم را دارند.
دانیال داوری دروازه‌بان ایرانی سابقه حضور در این باشگاه را نیز داشت.